# العلاقات الإيرانية النيبالية
العلاقات الإيرانية النيبالية هي العلاقات الثنائية التي تجمع بين إيران ونيبال.

## مقارنة بين البلدين
هذه مقارنة عامة ومرجعية للدولتين:
| وجه المقارنة                                              | إيران                    | نيبال                             |
| --------------------------------------------------------- | ------------------------ | --------------------------------- |
| المساحة (كم2)                                             | 1.65 مليون               | 147.18 ألف                        |
| عدد السكان (نسمة)                                         | 79.97 مليون              | 29.40 مليون                       |
| الكثافة السكانية (ن./كم²)                                 | 48.47                    | 199.76                            |
| العاصمة                                                   | طهران                    | كاتماندو                          |
| اللغة الرسمية                                             | لغة فارسية               | اللغة النيبالية                   |
| العملة                                                    | ريال إيراني              | روبية نيبالية                     |
| الناتج المحلي الإجمالي (بليون دولار)                      | 439.51 مليار             | 24.47 مليار                       |
| الناتج المحلي الإجمالي (تعادل القوة الشرائية) بليون دولار | 1.36 تريليون             | 70.20 مليار                       |
| الناتج المحلي الإجمالي الاسمي للفرد دولار أمريكي          |                          | 743                               |
| الناتج المحلي الإجمالي للفرد دولار أمريكي                 |                          | 2.37 ألف                          |
| مؤشر التنمية البشرية                                      | 0.766                    | 0.548                             |
| رمز المكالمات الدولي                                      | +98                      | +977                              |
| رمز الإنترنت                                              | .ir،                     | .np                               |
| المنطقة الزمنية                                           | ت ع م+03:30، توقيت إيران | UTC+05:45، التوقيت الموحد لنيبال ‏ |

## مدن متوأمة
في ما يلي قائمة باتفاقيات التوأمة بين مدن إيرانية ونيبالية:
- ترتبط أصفهان مع كاتماندو باتفاقية توأمة منذ 2000.

## منظمات دولية مشتركة
يشترك البلدان في عضوية مجموعة من المنظمات الدولية، منها:
| علم المنظمة | اسم المنظمة                                                | تاريخ انضمام إيران | تاريخ انضمام نيبال |
| ----------- | ---------------------------------------------------------- | ------------------ | ------------------ |
|             | مؤسسة التنمية الدولية                                      | 10 أكتوبر 1960     | 6 مارس 1963        |
|             | مؤسسة التمويل الدولية                                      | 28 ديسمبر 1956     | 7 يناير 1966       |
|             | منظمة حظر الأسلحة الكيميائية                               | ?                  | ?                  |
|             | الأمم المتحدة                                              | 24 أكتوبر 1945     | 14 ديسمبر 1955     |
|             | منظمة الشرطة الجنائية الدولية                              | ?                  | ?                  |
|             | البنك الدولي للإنشاء والتعمير                              | 29 ديسمبر 1945     | 6 سبتمبر 1961      |
|             | الاتحاد البريدي العالمي                                    | ?                  | ?                  |
|             | وكالة ضمان الاستثمار متعدد الأطراف                         | 15 ديسمبر 2003     | 9 فبراير 1994      |
|             | العملية المشتركة للاتحاد الأفريقي والأمم المتحدة في دارفور | ?                  | ?                  |
|             | يونسكو                                                     | 6 سبتمبر 1948      | 1 مايو 1953        |
|             | الفريق المعني برصد الأرض                                   | ?                  | ?                  |

## وصلات خارجية
- موقع وزارة الخارجية الإيرانية
- موقع وزارة الخارجية النيبالية